# Set-Runner
Als Set-Runner werden in einer Filmproduktion diejenigen Mitarbeiter bezeichnet, welche für kleine oder große Aufgaben dem Drehteam flexibel zur Verfügung stehen. In der Drehteamhierarchie sind sie direkt der Set-Aufnahmeleitung untergeordnet und gehören somit in den organisatorischen Bereich der Filmproduktion. Während der Dreharbeiten müssen Set-Runner in Bereitschaft stehen, um bei Bedarf unmittelbar einspringen zu können. 
Set-Running ist nicht klar als Beruf definiert und/oder anerkannt, es gibt hierzu weder Schule, Ausbildung noch Studium und wird in Deutschland meist von Praktikanten oder Studenten ausgeführt. Es ist ein schlecht bis gar nicht bezahlter Job, nicht selten extrem aufreibend, sowohl mental als auch körperlich. Zum Funktionieren eines Drehs, egal wie aufwändig, ist diese Tätigkeit existenziell wichtig und wird oft als Quer-Einstiegshilfe ins Filmgeschäft genutzt und eignet sich besonders gut, um Kontakte in der Branche zu knüpfen.